# Козлув (Підкарпатське воєводство)
Козлув (пол. Kozłów) — село в Польщі, у гміні Дембиця Дембицького повіту Підкарпатського воєводства.
Населення — 722 особи (2011).
У 1975-1998 роках село належало до Тарновського воєводства.

## Демографія
Демографічна структура станом на 31 березня 2011 року:
|          | Загалом | Допрацездатний вік | Працездатний вік | Постпрацездатний вік |
| -------- | ------- | ------------------ | ---------------- | -------------------- |
| Чоловіки | 348     | 75                 | 237              | 36                   |
| Жінки    | 374     | 79                 | 211              | 84                   |
| Разом    | 722     | 154                | 448              | 120                  |